# Universidad del Sur de Oregón

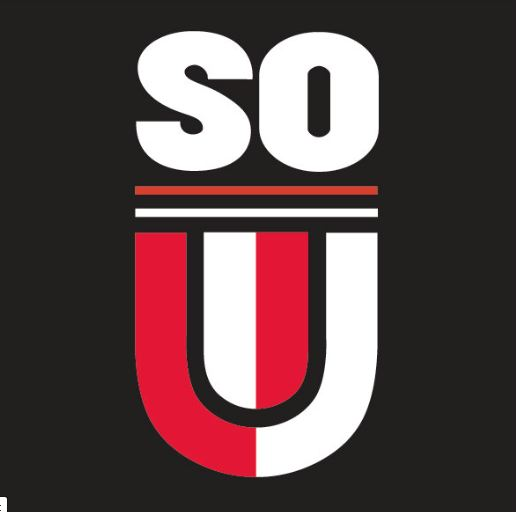
Logotipo actual de la Universidad del sur de Oregón (SOU)

La Universidad del sur de Oregón (SOU) es una universidad pública ubicada en Ashland, Oregon. Fue fundada en 1872 como Academia Ashland y mantiene su actual ubicación desde 1926. Tuvo otros nueve nombres antes de asumir el actual en 1997. Su campus de Ashland, a sólo 14 millas de la frontera con California, abarca 175 hectáreas. Cinco de las más recientes instalaciones de SOU han logrado la certificación LEED del US Green Building Council. SOU es sede de la Radio Pública Jefferson y de la cadena de Televisión de la Comunidad de Rogue Valley. 
La Universidad del sur de Oregón está organizada en siete divisiones académicas: el Oregon Centro para las Artes en SOU; los Negocios, la Comunicación y el medio Ambiente; Educación, Salud y Liderazgo; Humanidades y de la Cultura; Ciencias Sociales; Ciencias, Tecnología, Ingeniería y Matemáticas; y Estudios de grado. Alrededor del 90 licenciatura, posgrado y diplomados que se ofrecen. La mayoría de SOU programas académicos están en el 10 semanas trimestre de sistema. La universidad de Oregon, el Centro de Artes goza de una relación de colaboración con el Festival de Shakespeare de Oregón, que se encuentra en el centro de Ashland.
Universidad del sur de Oregón es un miembro del Consejo de Público en las Universidades de Artes Liberales y la Asociación Americana de Universidades y Colegios del Estado.

## Historia
Universidad del sur de Oregón comenzó como Ashland Academia en 1872, fundada por Ashland la Iglesia Metodista Episcopal. El reverendo Joseph Henry Skidmore sirvió como su primer presidente. En 1878, la escuela cambió su nombre por el de Ashland Academia y la Universidad Comercial, y luego cambió de nombre Ashland la Universidad y de la Escuela Normal en el año 1882, Ashland Escuela Normal del Estado en 1886 y el Sur de Oregon Escuela Normal del Estado en 1895. Mientras que los legisladores de Oregon designado a la institución en 1882 como un oficial del estado normal de la escuela – docentes de la universidad – el estado no presentó la financiación. Se cerró en 1890 y la reapertura de cinco años más tarde, siguen confiando en la matrícula y las donaciones para los ingresos. La Legislatura de Oregon finalmente reconoció las necesidades de la institución en 1897 y aprobados por primera vez a una apropiación de $7,500. La escuela floreció, pero la legislatura cambiado de curso en 1909 y se eliminó la financiación de Oregón las escuelas normales.
Los estudiantes en el manual de programa de capacitación en Ashland Escuela Normal en el año 1908.
El sur de Oregon Escuela Normal del Estado cerrada al final del año escolar y se mantuvo cerrada hasta que los fondos del estado fue restablecido en 1925. El estado de reiniciar el Sur de Oregon Escuela Normal del Estado en Ashland en 24 acres en su ubicación actual en 1926. el primer edificio de La nueva escuela fue el de Churchill Hall, el nombre de la universidad de presidente, Julio A. Churchill. Ashland residentes aprobó la "Escuela Normal del Sitio de Bonos" para adquirir la propiedad del campo y la legislatura aprobó $175,000 para construir la nueva instalación, que ahora sirve como SOU del edificio administrativo. Inlow Hall en la Universidad Eastern Oregon fue construido a partir de una copia de la construcción de los planes de Churchill Hall, diseñado por el arquitecto Juan Bennes en el estilo Renacentista. En 1932, el Estado de Oregon de la Junta de Educación Superior a llamarse instituto del Sur de Oregon Normal de la Escuela.
La escuela de discurso y drama profesor, Angus Bowmer, protagonizaron un-Cuarto de julio, la producción de la obra de Shakespeare "el Mercader de Venecia" en 1935, el lanzamiento de lo que sería el Festival de Shakespeare de Oregón.
El colegio recibió la acreditación plena de la Asociación Americana de Profesores de los Colegios en 1939, y el Gobernador de Oregon Charles A. Sprague firmó un proyecto de ley de cambiar el nombre de la institución para el Sur de Oregon de la facultad de Educación.
Elmo Stevenson – para los que el Stevenson Unión más tarde sería nombrado – asumió como presidente en 1946 y reconstruido de la escuela inscripción de un mínimo de 45 en el cierre de la II Guerra Mundial a cerca de 800 menos de tres años después de su llegada. Se convirtió en la institución más antigua del presidente hasta la fecha, hasta su jubilación en 1969, de lo que se había cambiado el nombre de la Universidad del Sur de Oregon – para reflejar más diversa oferta de cursos – en 1956.
La institución fue cambiado el nombre de Southern Oregon State College en 1975 y se convirtió en Universidad del Sur de Oregón en 1997. El campus ahora incluye 175 hectáreas, con instalaciones modernas, la inscripción de más de 6.000 estudiantes y más de 1.100 grados conferidos al año.

## Academia
Universidad del sur de Oregón consta de siete divisiones académicas: el Oregon Centro para las Artes en SOU; los Negocios, las Comunicaciones y el medio Ambiente; Educación, Salud y Liderazgo; Humanidades y de la Cultura; Ciencias Sociales; Ciencias, Tecnología, Ingeniería y Matemáticas; y Estudios de grado. Además del campus principal, las clases se imparten en un Medford instalaciones en las que se SOU comparte con el Pícaro de la Comunidad Universitaria. La Oregon Health & Science University también mantiene una escuela de enfermería en el programa de la SOU campus principal.
Como de la 2019-200 año académico, tres SOU miembros de la facultad en tres años había sido galardonado con Fulbright becas para enseñar, dar conferencias y realizar investigación en diversas instituciones de todo el mundo.
Universidad del sur de Oregón es la primera universidad en los Estados unidos para ofrecer un Transgénero Certificado de Estudios 
El 9 de febrero de 2021, Universidad del Sur de Oregón fue nombrado #4 sobre un ranking de "los Más Asequibles Universidades en Línea para los Estudiantes Con Discapacidades de Aprendizaje en el 2021"  

## Rogue Community College y la Universidad del Sur de Oregón Centro de Educación Superior
Universidad del sur de Oregón y Pícaro de la Comunidad de la Universidad trabajaron juntos para poner en práctica las directrices del libro blanco "de la Anexión del Condado de Jackson para el Distrito de Pícaro de la Comunidad Universitaria", firmado el 6 de marzo de 1996. Durante el bienio 1997-99, Rogue Community College y la Universidad del Sur de Oregón recibido asociación regional de financiamiento de la legislatura para que de manera conjunta en el lanzamiento de varias nuevas iniciativas para proporcionar acceso adicional para un mayor número de residentes en el sur de Oregon. Construcción en el centro de la ciudad de Medford centro rompió los esquemas de marzo de 2007 y se completó en septiembre de 2008. Los tres-historia, 68,700 metros cuadrados (6,380 m2) centro incluye aulas, laboratorios de ciencias, laboratorios de computación, un Prometric Testing Center y el Centro de Negocios. El Centro de Educación Superior ofrece inferior y superior de la división de cursos de nivel, así como tres programas de maestría: Maestría en Administración de empresas (ofrecido en un formato de serie con las clases que se dictan los sábados), máster en Gestión (cursos ofrecidos en línea y en la noche), y la Maestría en Artes en la Enseñanza (de dos años, a tiempo parcial versión de la Universidad del Sur de Oregón de un año de Maestría en Artes en el programa de Enseñanza).
Los presidentes de SOU, RCC, Oregon Institute of Technology y de Klamath Community College, anunciaron conjuntamente en noviembre de 2018, su creación de la Southern Oregon Educación Superior Consorcio. La alianza tiene como objetivo racionalizar educativas de los alumnos de las vías y la dirección de la región específica de necesidades de la fuerza laboral. Reuniones por separado de los funcionarios académicos y de inscripción de los líderes de las cuatro instituciones se llevan a cabo regularmente para discutir complementaria de los programas académicos, los acuerdos de transferencia y otros temas de interés mutuo..

## Hannon Biblioteca
La biblioteca fue nombrado después de que el senador del estado de Oregon Lenn Hannon después de que se aseguró de 20 millones de dólares en bonos del gobierno y de $3.5 millones en apoyo privado. El Hannon Biblioteca de construcción terminada en 2005. El Estado de Oregon de la Junta de Educación Superior inicialmente el nombre de la biblioteca de La Lenn y Dixie Hannon Biblioteca, pero de la instalación nombre fue cambiado posteriormente a La Hannon Biblioteca. El proyecto casi se duplicó el tamaño de la biblioteca existente y creado tanto se necesita espacio para expandirse publicaciones y colecciones. La biblioteca también recibió muchos avances tecnológicos que proporcionan valor a largo plazo para la comunidad.

## Publicaciones
Siskiyou, un estudiante editado por la universidad de papel personal de los estudiantes por los reporteros y fotógrafos. Se publica en línea en forma periódica durante el año académico. La edición impresa de La Siskiyou se inició en 1926, y su personal editorial pionera en el turno a todo un estudiante en línea del periódico en enero de 2012. Siskiyou recibió los máximos honores en la Oregon Editores de prensa de la Asociación Colegial de Concurso del Periódico en 2009 y 2018.
SOU Noticias, una línea de "portal de noticias" gestionado por la universidad de Marketing y Comunicaciones de la oficina, lanzado en septiembre de 2018. Publica varios personal-escrito cuentos cada semana acerca de SOU noticias y eventos, y ofrece conexiones diarias a las historias sobre SOU de medios externos.

## La vida en el Campus
Muchos de los títulos ofrecidos en la universidad de clubes asociados. Hay clubes de pasatiempos, los deportes y la música, y para el apoyo al multiculturalismo. Universidad del Sur de Oregón estudiantes están involucrados en las artes de la comunidad. Outside la revista nominal Universidad del Sur de Oregón uno de los 20 mejores escuelas en los estados UNIDOS, donde los estudiantes pueden golpear a los libros y a la montaña.
El Princeton Review llamado SOU uno de los más ambientalmente responsable de los colegios en los estados UNIDOS y Canadá. SOU se convirtió en el original de la Abeja Campus de estados UNIDOS en 2015 y en 2018 fue nombrado superior de la nación que atraen a los polinizadores de la universidad, el Sierra Club, como parte de su informe anual "Cool" Escuelas de clasificación. La universidad fue reconocida por la Asociación Americana de Universidades y Colegios del Estado como el 2019 destinatario de la AASCU Excelencia y el Premio a la Innovación integrales para la sostenibilidad y el desarrollo sostenible.
Las actividades de los estudiantes y el apoyo son complementados por una serie de centros de recursos en el campus. El Centro de Recursos para Mujeres, Estudiante de la Sostenibilidad del Centro, de Cercanías de Centro de Recursos y Queer Centro de Recursos de todos prestación de servicios, recursos y eventos para sus respectivas comunidades. La universidad está representada en el consejo de administración de la Oregon de la Asociación de Estudiantes y SOU propia de 15 miembros de la Junta de Síndicos incluye a un estudiante miembro.
Hay varias residencias en el campus, así como de la familia de complejos de viviendas.
- El nuevo pasillo de la residencia complejo en el campus es Raider Pueblo, que incluye Shasta y McLoughlin salas, y El Halcón comedor commons. El estado-de-la-arte de la instalación, que se completó en 2013, logró la certificación LEED de Oro de certificación para la sostenibilidad.
- El adyacentes Greensprings Complejo consta de cuatro salas: Applegate, Bear Creek, Lago del Cráter y de Deschutes. Las cuatro salas, construido en la década de 1970, se centra en torno a un gran salón. Greensprings residentes compartir El Halcón comedor commons con los residentes de Shasta y McLoughlin salas.
- Madrone Sala consta de 24 de cuatro habitaciones y suites, cada una condos cuartos de baño, una cocina común y una sala de estar amueblada. El Madrone Apartamentos inaugurado en septiembre de 2005.
- Apartamentos de estudiantes y Familiares de Vivienda se encuentra a dos cuadras de la escuela y las casas de más de 200 estudiantes, la facultad, el personal y sus familias. Unidades en el Quincy Apartamentos y Wightman Apartamentos gama de 450 metros cuadrados, a los estudios de la 1,518 metros cuadrados, cuatro unidades de un dormitorio. La universidad también tiene casas que están disponibles para los estudiantes.
- El más antiguo pasillo de la residencia en el campus, que todavía está en uso regular es Madrone Hall.
- Susanne Hogares (Suzy) es ahora el hogar de los Honores de la Universidad, de la Comunidad de Recuperación en Educación (CORE) del programa y SOU del McNair Programa de becarios. La zona principal del edificio, llamado "la Pecera", es utilizado por los cuatro grupos

## Deportes
Sus equipos deportivos son llamados Southern Oregon Raiders. La universidad compite en la NAIA, formando parte de la Cascade Collegiate Conference para la mayoría de los deportes desde el año académico 1993-94; mientras que su equipo de fútbol americano pertenece a la Frontier Conference, y su equipo de lucha libre compite como un Independiente.
Su equipo de fútbol americano ganó el campeonato nacional de la NAIA en 2014, y su equipo de lucha en cuatro ocasiones (1978, 1983, 1994 y 2001). El equipo de cross country masculino lo ganó en 2010 y 2016, y el mixto en 2018; En softbol ganó el campeonato nacional de la NAIA en 2019 y 2021.

## Mascota
La universidad tiene al gavilán colirrojo como mascota.

## Gente Notable
- Ted Adams, cofundador y ex CEO de IDW Publishing.
- Ty Burrell, el actor que se graduó con una Licenciatura en Bellas Artes licenciatura en 1993.
- D'Arcy Carden, la actriz que se graduó con una Licenciatura en Bellas Artes.
- Devin Cole, 2001 All-American luchador; entrenador de lucha libre profesional y artista marcial mixto.
- Todd Field, futuro Premio de la Academianominado a director de cine que, en 1983, asistió a una beca para estudiar música.
- Lenn Hannon, el estado de Oregón senador que adquirió 20 millones de dólares en fondos del gobierno y de $3.5 millones en financiamiento privado para la construcción de la biblioteca, que más tarde fue llamado "Hannon Biblioteca".
- Virginia Linder, se retiró de Oregon de la Corte Suprema de justicia, quien obtuvo su licenciatura en ciencias políticas en la SOU en 1975; ella era el tribunal 99 justicia y sirvió desde el año 2007 a 2016.
- Mark Helfrich, entrenador de fútbol, antes de que el entrenador en jefe de los Oregon Ducks de fútbol del equipo y ex coordinador ofensivo de los Chicago Bears de la Liga Nacional de Fútbol; a partir de mariscal de campo para el SOU equipo de fútbol de 1992 a 1995 y obtuvo NAIA All-American de estado.
- Juan Carlos Romero Hicks, exgobernador de la Mexicana del estado de Guanajuato, el ex-director de CONACyT y actual senadora Mexicana.
- José Luis Romero Hicks, Ex director general de desarrollo del gobierno federal con el banco de comercio internacional, BANCOMEXT en México, el presidente del estado de Guanajuato Banco de Alimentos por más de 25 años, públicas analista aparece cada fin de semana en el nacional de emisión de radio en Vivo en México
- Lawson Inada, Profesor Emérito de la que fue nombrado Oregon Poeta Laureado en 2006, una posición que había estado vacante desde que el poeta William Stafford vacante en el cargo de la década de 1990.
- Jörn Maier, entrenador de fútbol, que actualmente es el entrenador en jefe de los Elmshorn la Lucha con los Piratas en Alemania.
- Joel Moore, el actor, se graduó con una Licenciatura en Bellas Artes en 2001.
- Fred Mossler, ex alto ejecutivo con Zappos, fundador de Las Vegas basado en el restaurante Mexicano de la cadena de Nacho Daddy y filántropo; obtuvo una licenciatura en administración de empresas en SOU en 1990.
- Julie Parrish, Oregon el representante del Estado que se graduó con una licenciatura en comunicaciones en el año 2000.
- Agnes Baker Peregrino, espiritual anciano de la Takelma tribu y presidente del Consejo Internacional de las 13 Abuelas Indígenas se graduó en 1985, recibió el SOU Medalla del Presidente en agosto de 2019 y murió en noviembre de 2019.
- Kim Rhodes, la actriz que se graduó en 1991.
- Aldrick Rosas, La NFL All-Pro placekicker.
- Rick Story, finalista en el 2006 NAIA Nacional de Lucha Campeonatos; profesionales de la actualidad de las artes marciales mixtas de combate, compitió en la UFC de peso Welter de la división.
- Andrae Thurman, el jugador de fútbol americano que jugó en el Super Bowl campeón Empacadores de Green Bay y los Estados de la Liga de Fútbol, campeón de Las Vegas Locomotoras. Ahora juega para los Cleveland Gladiators o la Arena Football League.
- Mike Whitehead, los jubilados profesionales de Artes Marciales Mixtas de combate.